# Club Deportivo Ciempozuelos
El Club Deportivo Ciempozuelos es un equipo de fútbol de España, de la localidad de Ciempozuelos en la Comunidad de Madrid. Fue fundado en 1954, y juega actualmente en la  Primera división Autonómica aficionado de la Comunidad de Madrid.

## Historia
El Club Deportivo Ciempozuelos se fundó en el verano de 1954 en el bar El Paraíso. Julián Navarro fue su primer presidente. En la temporada 1965-66 queda campeón de la Liga de Educación y Descanso. En 1970 se fusiona con el CF Apostolado y juega en 3.ª regional en el campo de San Juan de Dios hasta 1974, año en el que se inaugura el campo municipal. En 1977 asciende por primera vez a 3.ª División, con Pablo Torres como presidente y Perico como entrenador. El primer año en la categoría termina en el 4° puesto, lo que Ie permitió jugar la Copa del Rey, disputando tres eliminatorias con el Poblense, Lérida y Sabadell. El club se mantuvo en 3.ª durante ocho temporadas, en las que jugaron en sus filas futbolistas como Juan Señor (Zaragoza y Selección Española), Abel Resino (At. Madrid), Paco (Betis) y jugadores naturales de Ciempozuelos como los hermanos Juan y Pedro Diaz (At. Madrid y Rayo Vallecano), Diego Martin (Atlético Madrileño, Getafe), Ignacio (Jaén), Rajado (Real Madrid), Casado (Numancia) y Antonio Mora (Juvenil R.Madrid, Navalcarnero y Villaverde Boetticher). En 1985 descendió a Regional Preferente donde ha estado 17 temporadas, si bien hubo un año en el que ascendió, pero descendió al siguiente. Hasta que volvió a ascender en 2003, con Javier Trompeta de presidente. Comienza desde entonces la etapa más brillante del Ciempo, que le lleva a disputar tres playoff de ascenso a Segunda B, en 2005, 2007 y 2008. Quedando éste Campeón del Grupo VII (el madrileño) de Tercera División. Desde el año 2006, el Ciempo juega en el nuevo campo municipal inaugurado el 10 de enero de ese año.
Debido a la crisis y el abandono de la presidencia de Javier Trompeta, el Ciempozuelos perdió la categoría en la temporada 2009/2010.
La temporada 2011/2012 pierde la categoría de Preferente y juega desde la temporada 2012/2013 en la Primera Regional de la Comunidad de Madrid
Para la temporada 2013/14 se afilia al Doba Salud y Ahorro para convertirse en C. Doba Ciempozuelos consiguiendo el ascenso a Preferente donde disputa la temporada 2014/2015 encuadrado en el Grupo 2.

## Uniforme
- Primera equipación: Camiseta roja y blanca arlequinada, pantalón rojo y medias rojas.
- Segunda equipación: Camiseta azul, pantalón azul y medias azules.
- Tercera equipación: Camiseta negra, pantalón negra y medias negras.

## Estadio
El C.D. Ciempozuelos juega desde el 2006 hasta 2012 sus partidos como local en el Nuevo Municipal de Ciempozuelos, con capacidad para 2.500 espectadores y césped artificial.
Desde 2012 juega en el polideportivo Peñuelas de césped artificial.

## Datos del club
- Temporadas en 2ªB: 0
- Temporadas en 3.ª: 16
- Temporadas en Regional: 29
- Mejor puesto en la liga: 1.º (Tercera División de España, Temporada 2007-08)
- Peor puesto en la liga: 19.º (Tercera División de España, Temporada 1988-89 y 2009-10)